# Marllijn

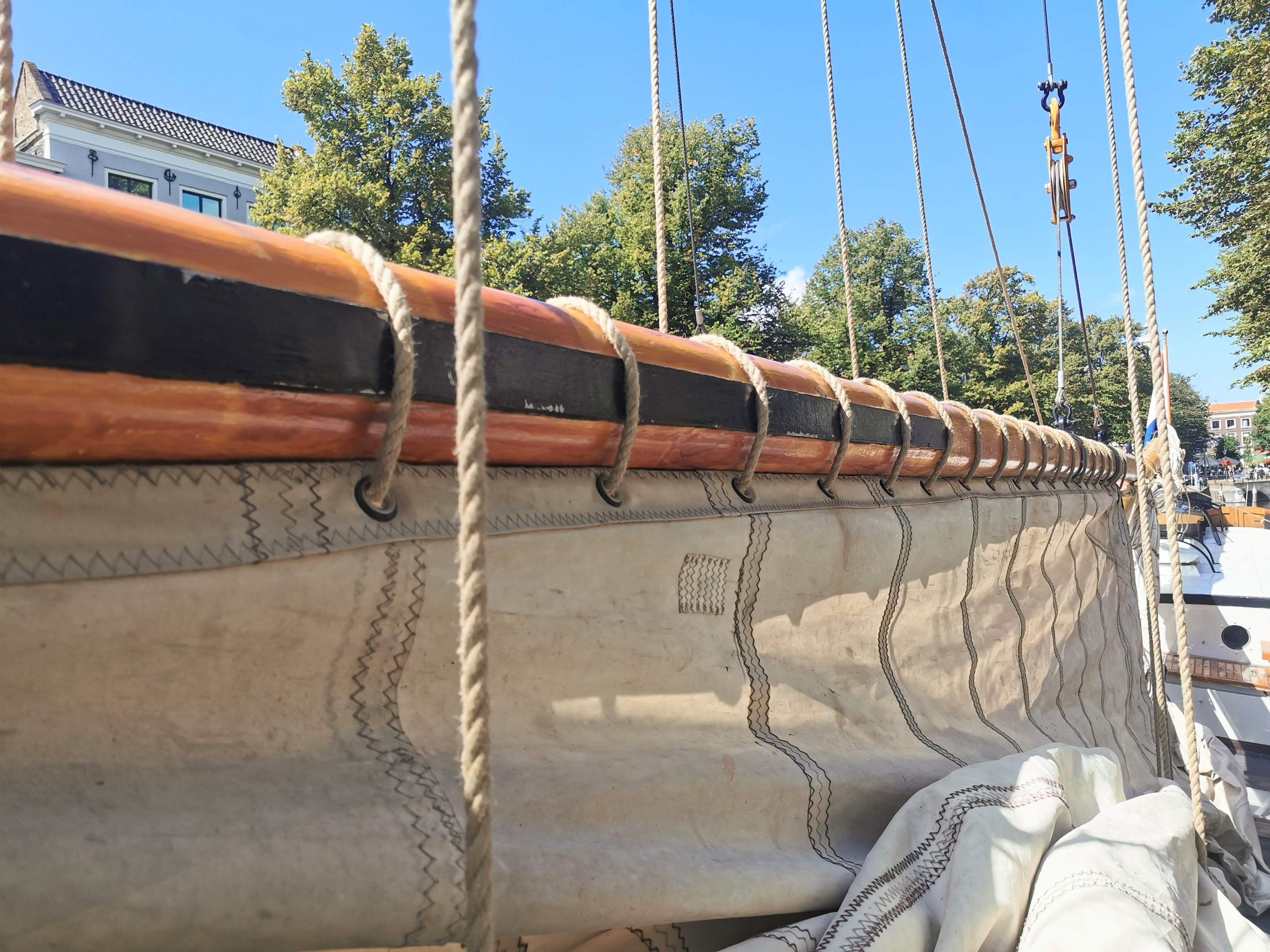
De marllijn trekt het zeil tegen de gaffel

Met een marllijn worden met een marlsteek de zeilen van een klassiek getuigd zeilschip of zeilboot bevestigd aan  een rondhout, zoals een gaffel of een giek. De marllijn komt daarbij in het lijk van het zeil te liggen, tussen de omslagen, en drukt het zeil daarmee tegen het rondhout. Van oudsher hield een marlsteek die goed was belegd, wanneer de marllijn loos kreeg of brak. Moderne kunststof lijnen zijn daar weer te glad voor.